# 滇南虎头兰
滇南虎头兰（学名：Cymbidium wilsonii）为兰科兰属下的一个种。

## 扩展阅读
- 維基物種上的相關：滇南虎头兰